# أبو شهاب المازني
أبو شهاب المازني الهذلي شاعر وفارس مخضرم أدرك الجاهلية والإسلام والتحق هو وقومة بنو مازن بجيش الفتوحات. وشهد فتح الشام وكان قائد هذيل في معركة البوباة ضد هوازن في الجاهلية . ذكره ابن حجر ضمن عداد الصحابة.

## نسبه
- هو أبو شهاب المازني أحد بني مازن بن معاوية بن تميم بن سعد بن هذيل بن مدركة بن الياس بن مضر بن نزار بن معد بن عدنان.

## شعره
ومن أشعاره في يوم البوباة ويسمى كذلك يوم العرج.